# الدفاع (فلم)
الدفاع فيلم مصري من إنتاج عام 1935، بطولة يوسف وهبي وأمينة رزق، إخراج يوسف وهبي.

## فريق العمل
- يوسف وهبي
- أمينة رزق
- حسين رياض
- روحية خالد
- أنور وجدي
- بشارة واكيم
- زوزو حمدي الحكيم

## روابط خارجية
- مقالات تستعمل روابط فنية بلا صلة مع ويكي بيانات